# Eriopyga
Eriopyga is een vlindergeslacht uit de familie van de uilen (Noctuidae). De wetenschappelijke naam van het geslacht is voor het eerst geldig gepubliceerd in 1852 door Achille Guenée.
Deze vlinders komen voor in Midden- en Zuid-Amerika. De typesoort is Eriopyga punctulum Guenée, die in Brazilië werd ontdekt.
Eriopyga is een uitgebreid geslacht met meer dan 140 soorten. Volgens Robert W. Poole is het een zeer heterogene verzameling van soorten, waarvan vele eigenlijk tot andere geslachten behoren.

## Soorten
- E. adjuntasa Schaus, 1940
- E. adonea Druce, 1898
- E. adventa Draudt, 1924
- E. aenescens Dognin, 1916
- E. albipuncta Schaus, 1894
- E. albitorna Draudt, 1924
- E. albulirena Dognin, 1914
- E. angustimargo Dyar, 1910
- E. approximans Jones, 1908
- E. atrisignata Jones, 1908
- E. augur Zerny, 1916
- E. azucara Schaus, 1903
- E. baruna Schaus, 1898
- E. borthorodes Dyar, 1914
- E. brachia de Joannis, 1904
- E. bravoae Beutelspacher, 1984
- E. cachia Schaus, 1911
- E. caloeona Dyar, 1918
- E. carneigera Guenée, 1852
- E. carneitincta Schaus, 1921
- E. cartagensis Schaus, 1911
- E. cirphidia Draudt, 1924
- E. complexens Dyar, 1916
- E. condensa Dyar, 1910
- E. confluens Hampson, 1905
- E. constans Dyar, 1918
- E. contempta Schaus, 1894
- E. cracerdota Dyar, 1913
- E. crista Walker, 1856
- E. croceifimbria Draudt, 1924
- E. crocosticta Schaus, 1903
- E. cupreola Draudt, 1924
- E. curvirena Guenée, 1852
- E. cymax Dyar, 1912
- E. chionosema Hampson, 1911
- E. chlorocyma Draudt, 1924
- E. chulumaniensis Köhler, 1968
- E. descolei Köhler, 1947
- E. desiota Dyar, 1916
- E. diapera Hampson, 1913
- E. diplopis Dyar, 1914
- E. dischoroides Schaus
- E. ditissima Walker, 1857
- E. dolia Dyar, 1913
- E. dormitosa Dyar, 1922
- E. dromas Schaus, 1914
- E. duplicilinea Dognin, 1908
- E. duruscula Schaus, 1911
- E. dyari Draudt, 1924
- E. dyschoroides Schaus, 1898
- E. eccarsia Dyar, 1914
- E. enages Dyar, 1913
- E. epipsilina Draudt, 1924
- E. erythropis Hampson, 1909
- E. euchroa Hampson, 1911
- E. eugraphica Hampson, 1913
- E. euryte Druce, 1898
- E. evanida Schaus, 1911
- E. excavata Hampson, 1905
- E. fea Druce, 1889
- E. flammans Dognin, 1907
- E. flavigera Guenée, 1852
- E. flavirufa Hampson, 1909
- E. friburgensis Guenée, 1852
- E. fulvida Druce, 1905
- E. fuscescens Draudt, 1924
- E. fuscibarbata Hampson, 1905
- E. gigantea Schaus, 1903
- E. glaucistis Hampson, 1905
- E. glaucopis Hampson, 1909
- E. goniostigma Schaus, 1903
- E. griseirena Schaus
- E. griseorufa Druce, 1908
- E. hyposcota Hampson, 1905
- E. ignescens Schaus, 1903
- E. infelix Dyar, 1910
- E. iole Schaus, 1894
- E. iridescens Draudt, 1924
- E. jamaicensis Hampson, 1905
- E. janeira Schaus, 1898
- E. lactipex Dognin, 1914
- E. lanaris Butler, 1890
- E. lathen Dyar, 1927
- E. leucocraspis Dognin, 1916
- E. leucopera Schaus, 1903
- E. lilacea Köhler, 1947
- E. limonis Schaus, 1911
- E. lobata Hampson, 1905
- E. lodebar Druce
- E. loliopopa Dyar, 1913
- E. lubrica Dognin, 1914
- E. lycophotia Jones, 1914
- E. lycophotoides D. Jones
- E. macrolepia Hampson, 1905
- E. magniorbis Dognin, 1914
- E. magnirena Dognin, 1914
- E. majuscula Herrich-Schäffer, 1868
- E. marginalis Schaus, 1903
- E. mediorufa Schaus, 1903
- E. melanogaster Guenée, 1852
- E. melanopis Druce, 1908
- E. melanops Dyar, 1912
- E. melanosigma Hampson, 1909
- E. melanosticta ham, 1905
- E. melanostrigata Hampson, 1905
- E. metaleuca Druce, 1908
- E. metanensis Köhler, 1947
- E. milio Dyar, 1916
- E. moesta Walker, 1858
- E. moneti Schaus, 1911
- E. monilis Guenée, 1852
- E. monochroa Hampson, 1913

- E. monopis Dyar, 1914
- E. motilona Schaus, 1933
- E. nanduna Schaus, 1933
- E. nigridorsia Jones, 1908
- E. nigripalpis Walker
- E. nigripars Schaus, 1903
- E. nigrocollaris Köhler, 1947
- E. nisio Dyar, 1916
- E. niveipuncta Schaus, 1894
- E. nocanoca Dyar, 1919
- E. oache Dyar, 1913
- E. ochrota Schaus, 1903
- E. opinabilis Draudt, 1924
- E. orbica Hampson, 1905
- E. oroba druc, 1889
- E. pallescens Schaus, 1903
- E. pansapha Dyar, 1918
- E. pantostigma Dyar, 1910
- E. parens Schaus
- E. pariole Draudt, 1924
- E. perfragilis Dyar, 1923
- E. perfusata Dognin, 1914
- E. perfusca Hampson, 1905
- E. perrubra Hampson, 1909
- E. phaeostigma Druce, 1908
- E. phanerozona Dyar, 1918
- E. poasina Schaus, 1911
- E. poliotis Hampson, 1903
- E. polygrapha Hampson, 1913
- E. prasinocyma Draudt, 1924
- E. prasinospila Hampson, 1911
- E. proxima Draudt, 1924
- E. punctulum Guenée in Boisduval & Guenée, 1852
- E. purpurigera Guenée, 1852
- E. pyropis Hampson, 1905
- E. quasimoesta Köhler, 1968
- E. ratelusia Dyar, 1916
- E. rea Dyar, 1916
- E. remipes Zerny, 1916
- E. renalba Schaus, 1911
- E. rhadata Druce, 1894
- E. rhimla Dyar, 1910
- E. rhodohoria Dyar, 1916
- E. rhodotrichia Hampson, 1905
- E. ropilla Dognin, 1897
- E. rubicundula Schaus, 1911
- E. rubifer Dyar, 1916
- E. rubot Guenée, 1852
- E. rubripuncta Schaus, 1903
- E. rubrirena Hampson, 1913
- E. rudis Walker
- E. scalaris Draudt, 1924
- E. secedens Schaus, 1903
- E. simplex Dyar, 1916
- E. spodiaca Dognin, 1914
- E. stenia Dognin, 1907
- E. stenonephra Draudt, 1924
- E. stictipenna Dyar, 1914
- E. strigifacta Dyar, 1910
- E. strigiopis Dognin, 1908
- E. stygia Dognin, 1908
- E. sublecta Dyar, 1910
- E. subolivacea Hampson, 1905
- E. subsimilis Draudt, 1924
- E. subtegula Dognin, 1914
- E. sutrix Draudt, 1924
- E. syntypica Hampson, 1918
- E. taciturna Dognin, 1914
- E. tama Schaus, 1933
- E. tebota Dyar, 1916
- E. tenebrosa Draudt, 1924
- E. tepens Walker
- E. tersa Druce, 1898
- E. tertulia Dognin, 1897
- E. thermistis Druce, 1905
- E. thermosema Dognin, 1919
- E. torrida Dognin, 1907
- E. trinotata Draudt, 1924
- E. turrialba Schaus, 1911
- E. ultimella Dyar, 1913
- E. umbracula Dognin, 1914
- E. umbrifer Dyar, 1916
- E. unicolora Maassen, 1890
- E. usticolor Hampson, 1918
- E. velutina Jones, 1912
- E. venipicta Schaus, 1921
- E. vesquesa Dyar, 1913
- E. vinobarbata Hampson, 1905
- E. violascens Schaus, 1903
- E. viuda Dognin, 1897
- E. volcania Schaus, 1911
- E. xera Dyar, 1914